# 伊通島
伊通島是俄羅斯的島嶼，屬於法蘭士約瑟夫地群島的一部分，由阿爾漢格爾斯克州負責管轄，位於斯科特凱爾蒂島以西12公里，長3公里，最高點海拔高度42米。